# Папчино (Ростовская область)
Папчино — хутор в Родионово-Несветайском районе Ростовской области.
Входит в состав Большекрепинского сельского поселения.

## География
На хуторе имеется одна улица — Пушкина.

## Население
| 2010 |
| ---- |
| 203  |